# Andreea Dragoman
Andreea Dragoman (Mediaș, 18 de agosto de 2000) es una deportista rumana que compite en tenis de mesa.
En los Juegos Europeos de Cracovia 2023 consiguió una medalla de oro en la prueba de equipo. Ganó una medalla de plata en el Campeonato Europeo de Tenis de Mesa de 2022, en el torneo de dobles.

## Palmarés internacional
| Juegos Europeos    | Juegos Europeos    | Juegos Europeos  | Juegos Europeos |
| Año                | Lugar              | Medalla          | Prueba          |
| ------------------ | ------------------ | ---------------- | --------------- |
| 2023               | Cracovia (Polonia) | Medalla de oro   | Equipo          |
| Campeonato Europeo |                    |                  |                 |
| Año                | Lugar              | Medalla          | Prueba          |
| 2022               | Múnich (Alemania)  | Medalla de plata | Dobles          |